# Demeaniv, Halîci
Demeaniv (în ucraineană Дем`янів) este o comună în raionul Halîci, regiunea Ivano-Frankivsk, Ucraina, formată numai din satul de reședință.

## Demografie
Componența lingvistică a comunei Demeaniv
     Ucraineană (98,88%)
     Alte limbi (1%)
Conform recensământului din 2001, majoritatea populației comunei Demeaniv era vorbitoare de ucraineană (98,88%), existând în minoritate și vorbitori de alte limbi.